# Мађарска у Другом светском рату
У Другом светском рату Краљевина Мађарска била је савезник Сила Осовине.

## Увод
Након пораза у Првом светском рату и неуспеле Мађарске Совјетске Републике (16. новембра 1918-18. септембра 1919) која је угушена интервенцијом Антанте, Тријанонским миром од 4. априла 1920. Мађарска је изгубила огромне територије у корист Краљевине СХС, Чехословачке и Румуније. Исте године уведена је монархија без краља, на челу са диктатором Миклошом Хортијем, а покушај бившег аустроугарског цара Карла Хабсбуршког да се врати на власт 1921. осујећен је интервенцијом Француске и Мале Антанте. Током 30-их година, Мађарска политика на челу са диктатором окренула се национализму и савезу са Фашистичком Италијом (од 1927) и Нацистичком Немачком, у покушају да поврати суседне области насељене Мађарима.
Удружени ефекти Велике депресије и Тријанонског мира су проуроковали померање политичког расположења удесно. Регент Миклош Хорти је 1932. именовао новог премијера Ђулу Гембеша. Гембеш се поистовећивао са Мађарским државним савезом за одбрану. Он је водио мађарску спољну политику према ближој сарадњи са Немачком и започео је пројекат асимилације мањина у Мађарској. Гембеш је потписао трговински споразум са Немачком 21. фебруара 1934, који је довео до брзог напредовања привреде, чиме је Мађарска изашла из Велике депресије, али је постала зависна од немачке привреде и због сировина и због извоз.
Дана 17. марта 1934. Мађарска је потписала Римски протокол (савез Италије, Аустрије и Мађарске), као противтежу Малој Антанти. Након тога Мађарска потпада под утицај фашизма и у унутрашњој и у спољној политици. 1938. уводи се у Мађарској први антисемитски закон. Користи од сарадње са Силама Осовине биле су опипљиве: Бечком арбитражом крајем 1938. Мађарска је добила око 12.000 km² и скоро милион становника од Чехословачке, а крајем 1940. још 43.000 km² и 2,5 милиона становника од Румуније. Након толиких услуга, Мађарска је званично приступила Тројном пакту 23. новембра 1940. Исте године потписала је, а наредне погазила пакт о вечном пријатељству са Краљевином Југославијом.

## Мађарска војска у Другом светском рату
Тријанонским миром војска Мађарске (Хонвед) ограничена је на 35.000 војника у миру. Изигравањем војних одредби споразума, Мађарска је пред почетак рата располагала са 14 пешадијских бригада (24 пука), 2 коњичке бригаде (4 пука) и 2 моторизоване бригаде - укупно око 150.000 војника и официра.

### Оклопне јединице
Тријанонски мир из 1920. забранио је Мађарској поседовање тенкова и дозволио је само једну чету окопних кола за полицијску употребу.

#### Тајни покушаји наоружавања
Тајни покушаји наоружавања почели су 1928. и неколико танкета Викерс Карден-Лојд Мк VI и италијанских тенкова Фијат 3000Б набављено је почетком 30-тих година.
Прва значајна набавка дошла је 1934-1935. куповином 30 танкета Л3/33 и 121 Л3/35 од Италије, што је омогућило формирање 7 оклопних чета (по 18 танкета свака). У мађарској служби ова возила била су позната као 33М и 35М Ансалдо лаки тенкови, и изгубљени су у почетку Операције Барбароса.

#### Одбацивање Тријанонског споразума
1937. спроведена је комплетна реорганизација армије (Хонведа), позната као Хуба I програм, у потпуној супротности са Тријанонским уговором, који је 1938. и формално одбачен. Кључни аспект реформе било је формирање 2 моторизоване бригаде, и Мађарска је почела са градњом сопствених тенкова 38М Толди и оклопних аутомобила 39М Чаба. Производња је ишла веома споро, и до 1941. 2 мађарске моторизоване бригаде имале су само по 13 оклопних кола и 26 лаких тенкова (већином Л3/33 и Л3/35).

#### У рату
Мађарска војска активно је учествовала у немачком нападу на Југославију (Априлски рат) и у Операцији Барбароса. На Источном фронту мађарске јединице биле су далеко слабије и од Немаца и од Црвене армије. Недостатак опреме и оклопних возила надокнађиван је увозом са свих страна који је дао мале резултате, а од 1942. једини извор, поред скромне домаће производње, била је оскудна помоћ добијена од Немаца. У зиму 1942. сва расположива оклопна возила (осим 6) изгубљена су у биткама на прилазима Стаљинграду. За цео рат мађарска војска располагала је са 90 оклопних кола, 200 самоходних топова и 190 лаких и 460 средњих тенкова домаће производње, уз свега 240 тенкова и 155 самохотки добијених од Немаца.

#### Оклопна возила
У следећој табели јасно се види хаотично стање мађарске војске у првим годинама рата, као и све већа зависност од Немаца након 1941.
| Производња/Увоз        | до 1939 | 1940 | 1941 | 1942 | 1943 | 1944 | 1945 |
| ---------------------- | ------- | ---- | ---- | ---- | ---- | ---- | ---- |
| 39М Чаба               | -       | 61   | 32   | -    | -    | -    | -    |
| 38М Толди              | -       | 80   | 110  | -    | -    | -    | -    |
| 40М Туран              | -       | -    | -    | 190  | 65   | 24   | -    |
| 40М Туран II           | -       | -    | -    | -    | 120  | 60   | -    |
| 40М Нимрод             | -       | -    | -    | 46   | 71   | 18   | -    |
| 40М Зрињи              | -       | -    | -    | -    | 30   | 36   | -    |
| Толди I&II у Толди IIа | -       | -    | -    | -    | 80   | -    | -    |
| Л3/33+Л3/35            | 30+121  | -    | -    | -    | -    | -    | -    |
| ТК-3/ТКС               | 15      | -    | -    | -    | -    | -    | -    |
| Рено Р-35              | 3       | -    | -    | -    | -    | -    | -    |
| Хочкис Х-35/39         | -       | -    | -    | 15   | -    | -    | -    |
| Сомуа С-35             | -       | -    | -    | 2    | -    | -    | -    |
| ЛТ-35                  | 2       | -    | -    | -    | -    | -    | -    |
| Панцер I               | -       | -    | -    | 8    | -    | -    | -    |
| Панцер II              | -       | -    | -    | 6    | -    | -    | -    |
| Панцер 38(t)           | -       | -    | -    | 108  | -    | -    | -    |
| Панцер III             | -       | -    | -    | 10   | -    | 10   | -    |
| Панцер IV              | -       | -    | -    | 32   | -    | 12   | 30   |
| Панцер V               | -       | -    | -    | -    | -    | 8    | -    |
| Панцер VI              | -       | -    | -    | -    | -    | 12   |      |
| StuG III               | -       | -    | -    | 10   | -    | 40   | -    |
| Мардер II              | -       | -    | -    | 5    | -    | -    | -    |
| Хецер                  | -       | -    | -    | -    | -    | 50   | 50   |

## Ратне операције

### Априлски рат и окупација Југославије
У Априлском рату 1941. из Мађарске су продрли у Југославију делови немачке 2. армије, а потом је Хонвед окупирао Бачку, Барању, Међимурје и Прекомурје који су ускоро анектирани. Уочи напада, мађарски премијер Пал Телеки, који је 1940. потписао пакт о вечном пријатељству са Југославијом, извршио је самоубиство у знак протеста. Мађарске окупационе трупе починиле су бројне злочине, масовна убиства и прогоне немађарског становништва.

### Операција Барбароса
После немачког напада на СССР, Мађарска је 27. јуна 1941. објавила рат Совјетском Савезу: због тога је у децембру 1941. добила објаву рата од Велике Британије, а у јулу 1942. и од САД. На почетку, Мађарска је ангажовала један корпус (око 50.000 војника), који је у саставу немачке групе армија Југ преко Карпата продро у Галицију. Ускоро је у Украјину и Белорусију упућено још 7 бригада (око 50.000 људи) као окупационе јединице. У пролеће 1942. на Источни фронт стигла је 2. армија (10 дивизија) са око 180.000 војника, која је учествовала у немачкој летњој офанзиви. Тешко је потучена на Дону јужно од Вороњежа у зимској офанзиви Црвене армије јануара 1943, после чега учествује само у борбама против совјетских партизана у позадини јужног дела Источног фронта. У пролеће 1944. упућена је на Источни фронт новоформирана 1. армија (220.000 војника), а окупационе снаге повећане су на 9 бригада, тако да је 1944. Мађарска ангажовала против СССР око 600.000 људи.

### Немачка окупација
Услед погоршања ситуације на Источном фронту, пораза мађарске војске и приближавања Црвене армије источним границама Мађарске, Хортијева влада је почетком 1944. почела тајне преговоре са западним Савезницима о сепаратном миру. На то су Немци марта 1944. окупирали Мађарску: једини знак отпора било је формирање неколико партизанских одреда у Закарпатској Украјини (крајем 1944. имали око 2.500 бораца). Крајем септембра 1944. на мађарску границу избиле су трупе Црвене армије. На поновне покушаје регента Хортија да склопи сепаратни мир, Немци су у октобру 1944. оборили његову владу уз помоћ мађарске фашистичке организације Стреласти крстови (Њилаши): успостављена је (још марионетскија) фашистичка влада на челу са Ференцом Салашијем.

### Холокауст у Мађарској
Једина позитивна тековина Хортијеве владе у Мађарској било је одбијање немачке политике Холокауста: тако је у Мађарској тек 1944. почело слање Јевреја и Рома у концентрационе логоре. До краја рата готово целокупна јеврејска популација у Мађарској (око 400.000 душа) била је уништена.

### Совјетска окупација
Продирање Црвене армије ка Будимпешти довело је до расула мађарских оружаних снага. На територији коју је запосела Црвена армија, формиран је Мађарски национални фронт, чији су представници 21. децембра 1944. у Дебрецину сазвали Народну скупштину и формирали привремену владу. 28. децембра влада је објавила рат Немачкој, а 20. јануара 1945. у Москви потписала примирје са Савезницима уз обавезу да врати окупиране територије својих суседа. Потом је започело формирање Мађарске Народне армије, која је била зачетак Народне Републике Мађарске.

### Пад Будимпеште
Црвена армија је 13. фебруара 1945. заузела Будимпешту. У марту 1945. одбијена је немачка противофанзива, а у априлу су немачке трупе избачене са мађарске територије. Био је то крај рата у Мађарској.

## Последице
Укупни мађарски губици у рату износили су око 147.000 војника и 600.000 цивила (од тога 400.000 Јевреја и 30.000 Рома). Миром у Паризу 1947. Мађарска је враћена у границе из 1938, а била је дужна да плати ратну одштету од 300 милиона долара у року од 8 година у индустријској и другој роби (200 милиона СССР, а по 50 милиона ФНРЈ и Чехословачкој), као и да врати Чехословачкој и Југославији сва материјална и културна добра до којих је дошла после 1848. Сама Мађарска остала је чврсто под доминацијом СССР као Народна Република Мађарска.